# サヴォイア王家の王宮群
サヴォイア王家の王宮群は、イタリアのトリノ周辺の世界遺産登録物件名。

## 概要
リソルジメント（イタリア統一運動）の際に、主力となったサヴォイア家は、統一イタリアの首都をトリノに定め、その周辺に様々な建築を残した。多くの建物は当時の最新技術を駆使したもので、現在でもその威容を誇る。
トリノ市中心部のカステッロ広場に面する王宮とその庭園をはじめ、当時政治を行った建物や王家の居所、狩猟要の建物等市内外に点在する建造物を含む。

## 主な構造物

### 王宮（Palazzo Reale）及びその庭園
トリノ市内中心部カステッロ広場に面し、左右対称の優美な建築物。16世紀から17世紀に建てられた。1584年から1596年にはトリノ都市計画を行ったアスカニオ・ヴィトッツィ（Ascanio Vitozzi）が設計及び建築を開始し、その後が1658年にカルロ・モレッロ（Caro Morello）の設計により完成した。さらにその後一部追加され、18世紀に現在の形に完成した。裏手（北側）に広がる庭園はアンドレ・ル・ノートル（André Le Notre）が1697年に造ったものである。

### マダマ宮殿（Palazzo Madama）
同じくカステッロ広場に面する。元々ローマ帝国時代の砦であった場所に、14世紀にアカイヤ家により建築がはじまり、諸侯の后の宮殿とされた。1584年にアスカニオ・ヴィトッツィがファサードの設計をした。1718年にフィリッポ・ユヴァッラ（Filippo Juvarra）が主要部分の拡張工事を実施し、現在に至る。2006年のトリノオリンピックではこの建物が国際オリンピック委員会のラウンジ（「オリンピック・クラブ」）として使用された。

### カリニャーノ宮殿（Palazzo Carignano）
1679年、グアリーノ・グアリーニ（Guarino Guarini）によって建築が開始され、その後他の建築家に引き継がれた。レンガ造り建築としては大変ユニークで貴重。1831年までサヴォイア家の宮殿として使用され、その後1848年にサルデーニャ王国議会（Parlamento Subalpino）の議事堂となった。現在は国立イタリア統一博物館（Museo Nazionale del Risorgimento Italiano）となっている。

### ヴァレンティーノ城（Castello del Valentino）
1564年にエマヌエーレ・フィリベルトが余暇を過ごす建物として購入。ポー川を望む宮殿自身は1641年にカルロ・ディ・カステラモンテ（Carlo di Castellamonte）によって完成。現在ではトリノ工科大学（Politechnico di Torino）の建築学部に使用されている。

### リヴォリ城（Castello di Rivoli）
スーザ谷に向かう戦略的な場所リーヴォリに位置する14世紀からのサヴォイア家の城。15世紀以降、居住用の宮殿に改築された。さらにその後、ミケランジェロ・ガローヴェが改築を開始し、フィリッポ・ユヴァッラがスペルガ寺院とを視覚的に結ぶ形で設計した。現在、現代美術館（Museo d'Arte Contemporanea）が併設されている。

### モンカリエーリ城（Castello di Moncalieri）
モンカリエーリにある。元々の中世の古城を、徐々に拡張する形で発展。アンドレア・コスタグータ及びアメデオ・ディ・カステラモンテの設計した塔も現存。カルロ・ディ・カステラモンテも参加し、その後徐々に拡張された。

### カッチャ宮殿及びストゥピニージ宮殿（Palazzina di Caccia di Stupinigi）
1729年にヴィットリオ・アメデオ2世がフィリッポ・ユヴァッラに狩猟用の宮殿の設計を依頼。その後、ベネデット・アルフィエリらが拡張。屋根の頂上にフランチェスコ・ラダッテの鹿のモニュメントが設置されている。聖アンデレ十字（サンタンデレ、聖アンデレの十字）の形に建物が左右に延びている。現在、美術品及び歴史的家具博物館（Museo d'Arte e Ammobiliamento storico）が内部に併設されている。トリノ市外ニケリーノにある。

## 登録基準
この世界遺産は世界遺産登録基準のうち、以下の条件を満たし、登録された（以下の基準は世界遺産センター公表の登録基準からの翻訳、引用である）。
- (1) 人類の創造的才能を表現する傑作。
- (2) ある期間を通じてまたはある文化圏において、建築、技術、記念碑的芸術、都市計画、景観デザインの発展に関し、人類の価値の重要な交流を示すもの。
- (4) 人類の歴史上重要な時代を例証する建築様式、建築物群、技術の集積または景観の優れた例。
- (5) ある文化（または複数の文化）を代表する伝統的集落、あるいは陸上ないし海上利用の際立った例。もしくは特に不可逆的な変化の中で存続が危ぶまれている人と環境の関わりあいの際立った例。

## アクセス
トリノ空港へはパリ、フランクフルト、ローマ等から毎日フライトが就航している。ミラノからは鉄道または高速道路で約2時間。